# Kankan (plaats)
Kankan (Maninka: Kánkàn) is een stad in het oosten van Guinee, aan de rivier de Milo (zijrivier van de Niger) op ongeveer 500 kilometer van de hoofdstad Conakry. Het is de hoofdplaats van de gelijknamige regio en van de prefectuur Kankan daarbinnen. Kankan telde 100.192 inwoners bij de volkstelling van 1996 (tegen 55.010 in 1983), waarmee het de derde stad van het land vormde na Conakry en Nzérékoré. In 2009 werd het inwonertal op circa 200.000 geschat. De bevolking bestaat met name uit Mandinka.
De plaats werd in de 17e eeuw gesticht door de Soninke en vormde later de hoofdstad van het Batérijk, alsook een belangrijk handelscentrum, met name in kolanoten. In 1879 werd het veroverd door Samori Ture (de stichter van het Wassoulourijk) en in 1891 werd het bezet door de Fransen.
De stad heeft een door de centrale de coopération économique (CCCE; onderdeel van de AFD) en Geocoton gefinancierde fabriek voor het egreneren van katoen. In de buurt van de stad wordt katoen ook sorghum en maïs verbouwd en fruit geteeld.
De stad vormt het eindpunt van een smalspoorverbinding vanaf Conacry. De N1 (naar het zuiden van het land) verbindt Kankan met Nzérékoré. Bij de stad ligt de luchthaven Kankan, alsook een haven.
De stad is bekend om haar universiteit (Université de Kankan), haar religieuze scholen en haar mangobomen. Ook bevindt een van de oudste moskeeën van West-Afrika zich in de stad. Ongeveer 40 kilometer noordoostelijker bevindt zich de religieuze Mandinka-plek Gberedou-Hamana (naar de beide regio's aldaar).